# Marina Poroso
Pour les articles homonymes, voir Porozo.
Marina Salome Poroso Navarro, née le 18 janvier 1998, est une athlète équatorienne.

## Carrière
Elle est médaillée d'argent du relais 4 × 100 mètres des Championnats ibéro-américains d'athlétisme 2018 à Trujillo.